# ГЕС Hemsil II
ГЕС Hemsil II - гідроелектростанція у південній частині Норвегії, за 120 км на північний захід від Осло. Знаходячись після ГЕС Hemsil I, становить другий ступінь бічної гілки каскаду у сточищі Hallingdalsvassdraget – річково-озерного ланцюжку, основну ланку якого складає річка Hallingdalselva, котра впадає праворуч у Драмменсельву (дренується до Drammensfjorden – затоки Осло-фіорду).
Забір води для роботи станції відбувається із річки Hemsil (ліва притока Hallingdalselva) за допомогою греблі Eikredammen довжиною 500 метрів. Ця споруда не створює суттєвого сховища, а накопичення ресурсу відбувається вище – для станції Hemsil I створено резервуар корисним об’ємом 204 млн м3, крім того, у сточищі річки Grondola (ліва притока Hemsil) працює водосховище Ваватн з показником 34 млн м3 (забезпечує роботу малих ГЕС Gjuva та Бреккефосс – 10 МВт та 1,6 МВт відповідно).
Від Eikredammen через лівобережний гірський масив Hemsil прокладено дериваційний тунель довжиною 15 км. На завершальному етапі до нього приєднується короткий тунель від водозабору на річці Rusteani, лівій притоці Hallingdalselva.
Машинний зал обладнаний двома турібнами типу Френсіс потужністю по 50 МВт, які при напорі у 370 метрів забезпечують виробництво 552 млн кВт-год електроенергії на рік.
Відпрацьована вода по відвідному тунелю транспортується у протікаючу за кілька сотень метрів Hallingdalselva, потрапляючи в останню на ділянці між водозабором та машинним залом ГЕС Нес.